# تپه بهرام‌آباد ۲
تپه بهرام آباد ۲ در شهرستان قزوین، روستای بهرام آباد واقع شده و این اثر در تاریخ ۲۵ اسفند ۱۳۷۹ با شمارهٔ ثبت ۳۱۸۷ به‌عنوان یکی از آثار ملی ایران به ثبت رسیده است.